# Pavel Petrovitch Sokolov
Pour les articles homonymes, voir Sokolov.
Pavel Petrovitch Sokolov (1826-1905) est un aquarelliste russe, fils du peintre Piotr Sokolov, et neveu de Karl Brioullov. Ses frères Piotr et Alexandre sont aussi peintres.

## Biographie
Il reçoit sa formation artistique à l'académie des Beaux-Arts de Saint-Pétersbourg dans la classe de son oncle Karl Brioullov, mais aussi dans l'atelier de son père. Il est « artiste libre » à la sortie de l'académie et se spécialise dans l'aquarelle. Il ne dédaigne toutefois pas la peinture à l'huile, puisqu'il est reçu académicien en 1864 pour son tableau La Sainte Famille.
L'empereur Alexandre III lui achète une Troïka ; son aquarelle Récits d'un ancien soldat faisait partie de la collection du comte Alexandre Stenbock-Fermor (1902-1972).